# Neukirchen am Teisenberg
Neukirchen am Teisenberg (amtlich: Neukirchen a.Teisenberg) ist ein Gemeindeteil des Markts Teisendorf und eine Gemarkung im oberbayerischen Landkreis Berchtesgadener Land in Bayern.

## Geographie
Der Ort liegt in einem sogenannten Hochtal am Fuße des 1333 m ü. NHN m hohen Teisenbergs und ist mit ca. 676 bis 721 m der höchstgelegene Ortsteil der Gemeinde. Bei der Volkszählung 1970 hatte die Gemeinde 1052 Einwohner, davon 416 im Pfarrdorf Neukirchen am Teisenberg und 176 im Dorf Achthal.

## Geschichte
In der Eisensteinzeche Matthäus wurde früher Eisenerz abgebaut.
Bis 1803 gehörte das Dorf zum Erzstift Salzburg, dann bis 1809 zum Herzogtum Salzburg. Am 19. September 1810 fiel es mit dem Rupertiwinkel an Bayern. Mit dem Gemeindeedikt von 1818 wurde die Landgemeinde Neukirchen im Bezirksamt Laufen gegründet. Sie bestand 1875 aus 62 Orten. Zum 1. Mai 1978 wurde die Gemeinde Neukirchen am Teisenberg nach Teisendorf eingegliedert. Sie hatte zuletzt 51 Gemeindeteile.

## Sehenswürdigkeiten
In der Liste der Baudenkmäler in Teisendorf sind für Neukirchen am Teisenberg fünf Baudenkmäler aufgeführt, darunter die spätgotische Pfarrkirche St. Ulrich.

## Sonstiges
Das Pfarrdorf verfügt über ein beheiztes Freibad. Die Freiwillige Feuerwehr Neukirchen sorgt für den abwehrenden Brandschutz und die allgemeine Hilfe.